# Personaggi di Quelli dell'intervallo
Questa è una lista dei personaggi principali apparsi nella sit-com Quelli dell'intervallo.

## Personaggi fissi
- Tinelli (Matteo Leoni) è il ragazzo più sfortunato e ingenuo della scuola. È pazzamente innamorato di Valentina, ma la ragazza non ha mai tentato di provare a ricambiare i sentimenti in quanto è invaghita di Tommy. Non eccelle (i suoi voti raggiungono la sufficienza molto di rado) ed è quindi terrorizzato dalla terribile prof. Martinelli, che lo prende continuamente di mira nelle interrogazioni. Conosciuto solo col cognome, durante la serie non viene menzionato il suo nome completo.
- Plinio Romolo Augusto, detto "Nico" (Romolo Guerreri), è il burlone della scuola e inventa sempre nuovi scherzi per divertire i compagni, solitamente puniti con l'ingiusta e brusca detenzione in presidenza.
- Secchia (Marc Tainon) è un ragazzino molto colto, soprannominato così per la sua bravura a scuola. Ha l'abitudine di portare a scuola alcune sue invenzioni affinché a scuola vada tutto bene, ma raramente queste funzionano. Ha una cotta per Mafalda.
- Smilzo (Alessandro Vivian) è un ragazzo ingordo, corpulento e talvolta sciocco. "Smilzo" non è il suo vero nome, ma un soprannome, o meglio - come ribadisce Secchia - una "negazione ironica di una caratteristica reale".
- Annina Tinelli (Andrea Leoni) è la sorella di Tinelli. Appare in pochi episodi fino alla terza stagione, poiché frequenta la scuola elementare sottostante. Sfrutta il fratello cercando sempre di trarre vantaggio da ogni situazione in quanto sorella più piccola.
- DJ (Diana Chihade) è una ragazza logorroica a tal punto da far perdere la pazienza ai suoi amici, che le dimostrano comunque affetto.
- Mafalda (Ambra Lo Faro) è un'ottima cantante, molto intelligente, saggia e creativa; è la migliore amica di Valentina, anche se alcune volte tra le due c'è contrasto. È sempre pronta ad aiutare i suoi amici, però senza perdere occasione di mettersi in mostra.
- Valentina (Giulia Boverio) è la ragazza più bella della scuola, o almeno si considera tale; ama tutto ciò che riguarda moda e stile. Corteggiata da molti ragazzi della scuola, si preoccupa solo dell'apparenza (senza badare al contenuto, al contrario di Bella), risultando nei suoi modi molto superficiale.
- Jaky (Jacopo Sarno): è un celebre cantante trasferitosi al Manzoni. Diventa presto uno dei ragazzi più corteggiati, a causa della sua fama. Canta spesso con Mafalda.

## Personaggi che hanno lasciato la serie

### Personaggi apparsi solo nella prima stagione
- Roberta Miracoli detta Rocky (Elisabetta Miracoli) è la ragazza amante dell'esercizio fisico. È innamorata di Dred, ma al ragazzo lei non piace dato che non sa controllare bene la sua forza.
- Spy (Alvaro Caleca) è lo spione della scuola. I compagni, stizziti dai suoi comportamenti, lo appendono sempre agli appendiabiti.

### Personaggi apparsi fino alla sesta stagione
- Dred (Mattia Rovatti) interpreta un ragazzo dall'abbigliamento casual, chiamato così per i suoi capelli rasta (tecnicamente noti come "dreadlocks"). Nella 5ª stagione ha i capelli corti per via di una scommessa: se avesse preso una sufficienza si sarebbe tagliato i capelli. Sembra che non si lavi mai, e per questo - per dirlo con le parole di Spy - puzza di pesce marcio, soprattutto le sue ascelle, a cui viene fatto riferimento nei vari episodi. È inoltre uno dei ragazzi più desiderati dell'istituto Manzoni, tanto che le ragazze fanno la fila per lui e ha dovuto creare un calendario per segnare tutti i suoi appuntamenti. Dalla 7ª stagione non compare più negli episodi, ma rimane solo in parte nella sigla iniziale.

## I nuovi personaggi

### Dalla terza stagione
- Spiffero "Spiffy" (Edoardo Baietti) è il nuovo spione; più temuto e più elegante di Spy, veste sempre con camicia bianca, cravatta e pantaloni neri. Di nero ha anche il suo quaderno, dove segna tutte le infrazioni compiute dai compagni.
- Tommy (Giulio Rubinelli) è il "ganzo" della scuola che piace a tutte le ragazze eccetto a Bella, di cui è innamorato. Indossa sempre la sua divisa da conquistatore, ovvero una giacca in pelle simile a quella di Fonzie (Happy Days).
- Isabella "Bella" (Clara Tarozzo) è la più simpatica e generosa di tutta la scuola, anche se eccede spesso nella perfezione. È sempre ben disposta a partecipare alle raccolte di beneficenza. È innamorata, non corrisposta, di Tinelli.
- Rudy Ghelfi (Valentina Ghelfi) è il maschiaccio della scuola ed è una grande appassionata di sport, tra cui il calcio.

## Staff della scuola
- Prof. Martinelli (Clelia Piscitello), da sposata Martinelli in Cosciottis de Maialonis. È la spietata e pessima professoressa dei ragazzi; prende sempre di mira Tinelli durante le interrogazioni. Quando corregge le verifiche dei suoi alunni o sta per fare qualcosa di spiacevole (come punire ingiustamente qualcuno) ride in una maniera buffa e quasi malefica. Nelle sue prime apparizioni il suo volto non viene mai mostrato.
- Preside (Giovanni Battezzato), il preside della scuola. Sarcastico e mai troppo brusco con gli studenti, ogni tanto anche lui non vede di buon occhio la professoressa Martinelli. Al pari della malefica insegnante, il suo volto nelle prime apparizioni non viene mai mostrato.